# Andreas Jacobsson
Andreas Jacobsson, född 1977, är svensk lärare och forskare i datavetenskap vid Malmö universitet. Sedan 2017 innehar han uppdraget som dekan vid fakulteten för teknik och samhälle på Malmö universitet. Parallellt med detta har han även rektors uppdrag för digitaliseringen av utbildning, forskning och samverkan vid Malmö universitet.
Jacobsson lade fram sin doktorsavhandling i datavetenskap vid Blekinge tekniska högskola 2008 och utnämndes till docent i samma ämne år 2016 vid Malmö universitet. Avhandlingen, som har titeln On Privacy and Security in Internet-based Information Systems, handlar om säkerhet och personlig integritet i olika typer av Internet-baserade informationssystem, som till exempel system för fildelning, E-post och dylikt. Sedan 2014 är Jacobsson medlem i forskningscentrumet Internet of Things and People vid Malmö universitet. Där bedriver han forskning om privatlivets påverkan i smarta uppkopplade boendemiljöer, som bland annat har resulterat i ett flertal vetenskapliga publikationer.
Jacobsson är även en av grundarna till den internationella, vetenskapliga workshopen om Internet-uppkopplade smarta levnadsmiljöer International workshop on Pervasive Smart Living Spaces, vilken arrangeras i samarbete med forskningskonferensen Pervasive Computing and Communications (PerCom). År 2012 gav han, tillsammans med professor Bengt Carlsson, ut boken Om säkerhet i digitala ekosystem. Utöver publicering av egen forskning så har Jacobsson till exempel även skrivit ett bokkapitel om Jämlikhetsarbete i disciplinerna humaniora, konst och teknik och medförfattat en projektrapport i två delar om samverkanssäkrade utbildningsprogram, vilken sammanfattade ett flerårigt utvecklingsprojekt om samverkan som en integrerad del för ökad kvalitet i universitetsutbildning. Projektet, som finansierades av Vinnova leddes av Jacobsson och inkluderade utöver Malmö universitet även Umeå universitet och Linköpings universitet.
Jacobsson har tidigare innehaft flera uppdrag som prefekt, både vid Malmö universitet och Lunds universitet. År 2010 tilldelades han Malmö universitets pedagogiska utmärkelse som årets lärare. År 2013 medverkade Jacobsson i Filosofiska rummet, i ett avsnitt om Konsten att leva i ett informationssamhälle, och år 2014 medverkade han i en artikel om filterbubblor i Damernas värld.
2023 lämnade Jacobsson uppdraget som dekan för rollen som vice rektor för utbildning och digitalisering vid Malmö universitet. 